# Albert-Einstein-Gymnasium Reutlingen
Das Albert-Einstein-Gymnasium (kurz AEG) ist ein Gymnasium in Reutlingen. Sein größtes Einzugsgebiet ist der Stadtteil Betzingen. Es wurde nach dem Physiker Albert Einstein benannt.

## Geschichte
Das Hauptamt der Stadt Reutlingen legte am 12. Mai 1966 den ersten Entwurf für das Albert-Einstein-Gymnasium vor.
Am 5. Oktober desselben Jahres erfolgte die Ausschreibung des Gemeinderats. Die Bauarbeiten begannen am 19. August 1968 und nach drei Jahren Bauzeit wurde das AEG am 21. Mai 1971 eröffnet.
Im Jahre 1971/72 waren alle 34 Klassenräume belegt. Im folgenden Schuljahr mussten 5 der 39 Klassen in der benachbarten Römerschanzschule unterrichtet werden, da nicht genug Platz für alle Schüler vorhanden war. Nach Diskussionen um die Raumsituationen wurde ab 1974 AEG intern für die Teilung der Schule vorgeplant. Hierfür wurden Klassen entsprechend dem künftigen Einzugsbereiches des heutigen Bildungszentrum Nord (BZN) gebildet. Im September 1977 zogen die ersten Schülergruppen an das BZN um. Seitdem lag die Anzahl der Schüler am AEG unter 1000.

## Gebäude

### Räume
Das Schulgebäude des AEG wurde vom 19. August 1968 bis zum 21. Mai 1971 erbaut. Der Unterricht begann aber schon mit dem Schuljahr 1967/68 in der Schillerschule in Orschel-Hagen. Später wurde das Gymnasium weiter ausgebaut. Die schuleigene Mensa wurde 2005 und ein weiterer Anbau 2008 errichtet, um der wachsenden Schülerzahlen gerecht zu werden. Um ein dem Namensgeber entsprechendes naturwissenschaftliches Profil anzubieten, wurden Räume für das Fach Naturwissenschaften und Technik erbaut. Im Schulgebäude befinden sich insgesamt 49 Lehrräume, darunter folgende 18 Fachräume:
- Chemie (2)
- Physik (3)
- Naturwissenschaften und Technik (1)
- Biologie (3)
- Informationstechnische Grundbildung (2)
- Musik (2)
- Bildende Kunst (2)
- Werkraum (1)
- Computerraum (2)

### Mediothek
Seit dem Schuljahr 2012/2013 gibt es eine Mediothek. Es werden hier über 5500 Bücher, CDs, DVDs und Gesellschaftsspiele bereitgehalten (Stand Januar 2016), die die Schüler ausleihen können. Ein Jahr vor der Eröffnung der Mediothek begann die Planung und Vorbereitung durch Schüler, Eltern und Lehrer. Die Mediothek wird von einem Team aus Diplom-Bibliothekarin, Lehrern, Eltern und durch die nur aus Schülern bestehende Mediotheks-AG betreut. Dank der personellen Unterstützung durch den Förderverein AEG aktiv ist die Bücherei an Schultagen neben der ersten Stunde und den großen Pausen von 11 bis 15 Uhr geöffnet.
Die Mediothek soll unter anderem die Selbständigkeit der Schüler fördern. Sie hat sich unter anderem die Ziele gesetzt, dass die Schüler wieder mehr Freude am Lesen bekommen und lernen, wie man Informationen aus Büchern herausfiltert. Seit der Eröffnung hat sich die Mediothek mehr und mehr zu einem allgemeinen Treffpunkt entwickelt, der von den Schülern ausgiebig genutzt wird.
2016/17 nutzten zwischen 600 und 850 Schüler pro Woche das umfangreiche Angebot und tätigten allein zwischen September und Dezember 2014 fast 1000 Ausleihen. Es gibt regelmäßige Veranstaltungen und Aktionen, wie zum Beispiel das jährliche Mediotheksfest oder der Cocktailverkauf, bei denen Geld für größere Anschaffungen gesammelt wird. Seit dem Januar 2015 können neben Büchern, Hörbüchern und Zeitschriften auch DVDs ausgeliehen werden.
Seit dem Schuljahr 2016/17 befindet sich auch die Spieleausgabe in der Mediothek. Hier können Bälle, Tischtenniszubehör und andere Pausenspiele zur Nutzung auf dem Schulhof ausgeliehen werden.

## Schulprofil
Am Albert-Einstein-Gymnasium Reutlingen kann zwischen verschiedenen Profilen gewählt werden. Dabei gibt es zwei Schwerpunkte: Das naturwissenschaftliche Profil und das sprachliche Profil. Zusätzlich gibt es noch das bilinguale Profil.

### Bilinguales Profil
Das bilinguale Profil stellt eine zusätzliche Wahlmöglichkeit innerhalb der beiden Profile Naturwissenschaft und Technik und Sprachen dar: Man kann auch hier einen sprachlichen bzw. naturwissenschaftlichen Schwerpunkt wählen. Von Schülern, die sich für das bilinguale Profil entscheiden wollen, ist Kommunikationsfreude und aufgrund der etwas höheren Stundenzahl Belastbarkeit, Selbständigkeit und Freude am Lernen von Vorteil.
- Klasse 5 und 6

In den Klassen 5 und 6 wird zunächst die Sprachkompetenz in der Zielsprache Englisch durch 2 zusätzliche Wochenstunden (7 Std. statt 5 Std.) gefestigt und im Hinblick auf die folgenden Jahre sachorientiert erweitert.
- Klasse 7 bis 10

In den nachfolgenden Klassenstufen werden jeweils ein oder zwei Unterrichtsfächer mit einer zusätzlichen Wochenstunde (3 Stunden statt 2 Stunden) in englischer Sprache unterrichtet.
Die Vermittlung des Stoffes in der Fremdsprache nimmt mehr Zeit in Anspruch, da zumindest die Fachterminologie in Deutsch und in der Fremdsprache abgesichert werden muss.

### Naturwissenschaftliches Profil
Ab der 8. Klasse kommt zusätzlich zu Deutsch, Mathe, Englisch und der 2. Fremdsprache ein weiteres 4-Stündiges Kernfach hinzu: Naturwissenschaft und Technik, kurz NWT.
- Klasse 5 und 7

In Klasse 5 beginnt der Fremdsprachenunterricht mit Englisch. Die Wahl der zweiten Fremdsprache in Klasse 6 bringt in keinem Fall eine Einschränkung hinsichtlich des naturwissenschaftlichen Profils mit sich. Man kann sowohl Französisch als auch Latein wählen. Unabhängig von dieser Entscheidung ist es möglich in Klasse 8 das naturwissenschaftliche Profil zu wählen.
- Klasse 8 bis 10

In Klasse 8 muss man das Profil wählen: Bei Wahl des naturwissenschaftlichen Profils bleibt die bisherige Fremdsprachenwahl erhalten, NWT kommt als weiteres Hauptfach mit 4 Wochenstunden hinzu.

### Sprachliches Profil
Im sprachlichen Profil werden die Kernfächer Deutsch, Mathe, Englisch und Latein in Klassenstufe 8 um ein weiteres 4-stündiges Fach ergänzt. Um das sprachliche Profil wählen zu können, muss in Klasse 6 als zweite Fremdsprache Latein gewählt werden, in Klasse 8 kommt dann Französisch als weitere Fremdsprache hinzu – die Sprachreihenfolge kann am AEG nicht umgekehrt werden.
- Klasse 5 und 7

In Klasse 5 beginnt der Fremdsprachenunterricht zunächst mit Englisch. Wenn man die Möglichkeiten für das sprachliche Profil haben möchte, muss man in Klasse 6 Latein als zweite Fremdsprache wählen.
- Klasse 8 bis 10

In Klasse 8 muss endgültig das Profil festgelegt werden. Da in Klasse 6 Latein als 2. Fremdsprache gewählt wurde, bleibt es bis zuletzt den Schülern überlassen das naturwissenschaftliche Profil oder mit Französisch eine weitere Fremdsprache mit 4 Wochenstunden zu wählen.

## Arbeitsgemeinschaften

### Kletter-AG
Schüler von Klasse 7 bis Klasse 12 klettern jeden Donnerstagmittag in der seit 2012 geöffneten DAV-Kletterhalle, die sich direkt neben dem Schulgebäude befindet.

### The Swinging Alberts
Seit dem Jahr 1998/1999 spielen Schüler aus Stufe 5–12 in einer Big Band, die sich „The Swinging Alberts“ nennt. Die Idee stammte von zwei Schülern, die durch den Musikverein Betzingen andere AEGler warben, um in einem schuleigenen Blasorchester zu spielen. Mittlerweile besteht das Orchester aus ca. 35 Schülern und 2 Musiklehrern.

### Chor-AG
Jedes Jahr werden unter der Leitung einer Musiklehrerin ein- bis dreistimmige Stücke eingeübt und zu verschiedenen Anlässen aufgeführt. Seit 2001 können Schüler ab der 8. Klasse dem Chor beitreten. Mit 85 Mitgliedern ist der Chor die größte AG des AEG.

### Einsteinflöhe
Die Einsteinflöhe sind eine Turngruppe, die mit gymnastischen, akrobatischen und tänzerischen Mitteln Jahr für Jahr ein Programm aufbauen, das zu besonderen Anlässen aufgeführt wird. Schüler ab der 5. Jahrgangsstufe können an einer Aufnahmeprüfung teilnehmen. Jedes Jahr gibt es ein Trainingslager.

### Schulsanitätsdienst
Am AEG gibt es einen Sanitätsdienst, in dem Schüler ab der 9. Klasse einen 16-stündigen Erste-Hilfe-Grundkurs absolvieren und so zu Schulsanitätern ausgebildet werden.

### Technik-AG
Die Technik AG ist für alle Veranstaltungen, und somit auch für den Bühnenaufbau und die Licht- und Tontechnik, am AEG verantwortlich. Jeder Schüler ab Klasse 8 kann der Technik AG beitreten.

### Weitere AGs
- Fußball
- Basketball
- Volleyball
- Elektronik
- Spanisch
- Schwimmen
- Philosophie
- Streitschlichter
- Theater (Deutsch und Englisch[4][5][6])
- Musical
- Mediothek
- Aquarien&Terrarien
- Tischtennis

## Partnerschulen
- Roanne (Frankreich)
- Billericay (England)
- Szolnok (Ungarn)

Die Schüler der 6. bis 9. Klasse können jedes Jahr an einem Austausch in Kooperation mit einer britischen Schule in Billericay teilzunehmen. Wer die französische Sprache gewählt hat, hat ebenso die Möglichkeit, in der 9. und 10. Klasse nach Roanne zu gehen. Speziell in der 9. Klasse kann man sich für den Austausch nach Ungarn bewerben, der in der 10. Klasse stattfindet.